# Szo Inguk
Szo Inguk (hangul: 서인국, handzsa: 徐仁國 , RR: Seo In-guk; Ulszan (Ulsan), 1987. október 23.–) dél-koreai színész, énekes. A Superstar K televíziós tehetségkutatóban fedezték fel, színészi karrierje a Reply 1997 című sorozattal kezdődött 2012-ben.

## Élete és pályafutása
Tízéves kora óta énekes akart lenni, a példaképe Kim Dzsongmin (Kim Jeong-min) volt. A Tebul (Daebul) Egyetem (대불대학교) alkalmazott zene szakán tanult, majd elkezdett meghallgatásokra járni. Miután testsúlya miatt többször is elutasították, egy ideig bulimiában szenvedett, mely ideiglenesen hangszálait is tönkre tette.

### Pályafutása kezdete: 2009–2012
2009-ben Szo (Seo) jelentkezett az Mnet csatorna tehetségkutató műsorába, a Superstar K-be, melyet megnyert, ezt követően slágerlistavezető dalokat adott ki. A siker árnyoldalait is megismerte, pletykáltak plasztikai sebészetről és a három nagy koreai televízióadó sem fogadta szívesen a kábelcsatorna felfedezettjét.
2012-ben a Gwanghwamun Love Song című koreai jukebox musicalben kapott szerepet, majd a Love Rain című sorozatban játszott kisebb szerepet. Ugyanebben az évben szerződést írt alá a japán Irving Entertainmenttel.
Ugyancsak 2012-ben megkapta első főszerepét a tvN csatorna nagy sikert aratott Reply 1997 című sorozatában, alakítását mind a közönség, mind a kritika prozitívan fogadta. A sorozathoz felvett All For You betétdala az év egyik legsikeresebb kislemeze volt.
Ezt követően az MBC Rascal Sons című 50 részes hétvégi családi drámasorozatában játszott.

### 2013–
2013 első félévében Szo (Seo) az I Live Alone című valóságshowban szerepelt, valamint a Police Family című romantikus vígjátékban kapott szerepet, de végül pénzügyi okok miatt a forgatás elmaradt.
Áprilisban visszatért a zenei életbe is, a With Laughter or with Tears című kislemezzel. Ezt néhány héttel később első japán nyelvű kislemeze, a Fly Away  követte.
2013 júniusában szerepet kapott a Master’s Sun című sorozatban, melyet a híres Hong nővérek írtak.
Októberben megkapta első filmfőszerepét a No Breathing című filmben.
Ezt követően a LOEN Entertainment ötepizódos minisorozatában, az Another Partingban szerepelt, melyet a Dramacube kábelcsatorna vetített, de a YouTube-on is meg lehetett tekinteni a részeket.
2014-ben a Wild Dog című akciófilmben egy fiatal gengszter szerepét osztották rá, de a forgatás végül befektetők hiányában elmaradt. Ehelyett a High School King of Savvy című romantikus vígjátéksorozat főszerepében volt látható, melyben egy kettős életet élő középiskolást alakított, aki titokban bátyja helyett látja el az igazgatói pozíciót egy cégnél. A The King’s Face című történelmi sorozatban Kvanghegun (Gwanghaegun) királyt alakította.
2015-ben a Hello Monster című krimisorozat főszerepét vállalta el.

## Diszkográfia
Nagylemezek
- Everlasting, 2014 (japán)

Középlemezek
- 부른다 (Calling), 2009
- Just Beginning, 2010
- 애기야, 2010
- Perfect Fit, 2012
- hug, 2014 (japán)

Kislemezek
- 달려와 (Run to Me), 2009
- Take, 2010
- Jelly Christmas, 2010
- Broken, 2011
- Shake It Up, 2011
- Jelly Christmas, 2011
- Jelly Christmas 2012 Heart Project, 2012
- Y.BIRD from Jellyfish Island with Seo In-guk, 2013
- With Laughter or with Tears, 2013
- Fly Away, 2013 (japán)
- We Can Dance Tonight, 2013 (japán)
- Bomtanaba (Mellow Spring), 2014

Betétdalok
- Fate (Like a Fool), Love Rain OST, 2012
- Love Story – Part 1, Reply 1997 OST, 2012
- Love Story – Part 2, Reply 1997 OST, 2012
- No Matter What, Master’s Sun OST, 2013
- Finding Myself, High School King of Savvy OST, 2014

## Filmográfia

### Televíziós sorozatok
| Év   | Cím                        | Szerep                                                                            | Csatorna  |
| ---- | -------------------------- | --------------------------------------------------------------------------------- | --------- |
| 2012 | Love Rain                  | Kim Cshangmo (Kim Chang-mo) (1970-es évek) / Kim Dzsonszol (Kim Jeon-seol) (2012) | KBS2      |
| 2012 | Reply 1997                 | Jun Jundzse (Yoon Yoon-jae)                                                       | tvN       |
| 2012 | The Sons                   | Ju Szunggi (Yoo Seung-gi)                                                         | MBC       |
| 2013 | Master’s Sun               | Kang U (Kang Woo)                                                                 | SBS       |
| 2013 | Reply 1994                 | Jun Jundzse (Yoon Yoon-jae) (cameo, 16-17. rész)                                  | tvN       |
| 2014 | Another Parting            | An Jongmo (Ahn Young-mo)                                                          | Dramacube |
| 2014 | High School King of Savvy  | I Minszok / I Hjongszok (Lee Min-seok / Lee Hyeong-seok)                          | tvN       |
| 2014 | The King’s Face            | Kvanghegun (Gwanghaegun) király                                                   | KBS2      |
| 2015 | Hello Monster              | I Hjon (Lee Hyeon)                                                                | KBS2      |
| 2015 | O nai küsinnim             | Edward (cameo, 16. rész)                                                          | tvN       |
| 2015 | Kunjonun jeppotta          | cameo (9. rész)                                                                   | MBC       |
| 2016 | 38 Revenue Collection Unit | Jang Csongdo (Yang Jeong-do)                                                      | OCN       |
| 2016 | Shopaholic Louis           | Kang Dzsiszong (Kang Ji-seong)                                                    | MBC       |

### Filmek
| Év   | Cím                            | Szerep         |
| ---- | ------------------------------ | -------------- |
| 2013 | No Breathing                   | Vonil (Won-il) |
| 2016 | I Love That Crazy Little Thing | cameo          |

## Fordítás
- Ez a szócikk részben vagy egészben  a   Seo In-guk című angol Wikipédia-szócikk ezen változatának fordításán alapul.  Az eredeti cikk szerkesztőit annak laptörténete sorolja fel. Ez a jelzés csupán a megfogalmazás eredetét és a szerzői jogokat jelzi, nem szolgál a cikkben szereplő információk forrásmegjelöléseként.